# Cordillera Septentrional (Trinidad y Tobago)
Cordillera Septentrional o Cordillera del Norte (en inglés: Northern Range) es una cadena de colinas altas en toda la parte norte de Trinidad, la isla principal en la República de Trinidad y Tobago. Las colinas se elevan abruptamente desde las tierras bajas del norte de Trinidad (el llamado Corredor Este-Oeste), pero solo dos picos altos, El Cerro del Aripo y El Tucuche se elevan por encima de los 900 m. Los valles orientados al sur entran profundamente en las colinas y sostienen a grandes ríos, mientras que los valles orientados al norte son generalmente cortos y son drenados por pequeños arroyos.